# Europees Formule 3-kampioenschap 2016
Het Europees Formule 3-kampioenschap 2016 is het veertiende Europees Formule 3-kampioenschap en het vierde sinds de samenvoeging met de Formule 3 Euroseries. Regerend kampioen Felix Rosenqvist kon zijn titel niet verdedigen door een nieuwe regel waarin staat dat coureurs niet langer dan drie jaar in het kampioenschap actief mogen zijn.
Met een overwinning in de tweede race op het Autodromo Enzo e Dino Ferrari verzekerde Prema Powerteam-coureur Lance Stroll zich van de titel in de Europese Formule 3. Hij verkreeg met deze zege voldoende voorsprong zodat zijn teamgenoot en laatste rivaal Maximilian Günther hem niet meer in kon halen in het klassement.

## Teams en coureurs
| Team                   | No. | Coureur             | Rookie    | Motor      | Ronden |
| ---------------------- | --- | ------------------- | --------- | ---------- | ------ |
| Prema Powerteam        | 1   | Lance Stroll        |           | Mercedes   | Alle   |
| Prema Powerteam        | 2   | Nick Cassidy        |           | Mercedes   | Alle   |
| Prema Powerteam        | 16  | Ralf Aron           | R         | Mercedes   | Alle   |
| Prema Powerteam        | 17  | Maximilian Günther  |           | Mercedes   | Alle   |
| Carlin                 | 3   | Ryan Tveter         |           | Volkswagen | 1-7    |
| Carlin                 | 3   | Daniel Ticktum      | R         | Volkswagen | 10     |
| Carlin                 | 4   | Alessio Lorandi     |           | Volkswagen | 1-7    |
| Carlin                 | 4   | Lando Norris        | R         | Volkswagen | 10     |
| Carlin                 | 18  | Zhi Cong Li         |           | Volkswagen | 1-4    |
| Carlin                 | 18  | William Buller      |           | Volkswagen | 5      |
| Carlin                 | 18  | Jake Hughes         |           | Volkswagen | 10     |
| Carlin                 | 19  | Raoul Hyman         |           | Volkswagen | 1      |
| Carlin                 | 19  | Weiron Tan          |           | Volkswagen | 4, 6-7 |
| Van Amersfoort Racing  | 5   | Pedro Piquet        |           | Mercedes   | Alle   |
| Van Amersfoort Racing  | 6   | Callum Ilott        |           | Mercedes   | Alle   |
| Van Amersfoort Racing  | 20  | Harrison Newey      | R         | Mercedes   | Alle   |
| Van Amersfoort Racing  | 21  | Anthoine Hubert     | R         | Mercedes   | Alle   |
| Mücke Motorsport       | 7   | Mikkel Jensen       |           | Mercedes   | Alle   |
| Mücke Motorsport       | 8   | David Beckmann      | R         | Mercedes   | 3-10   |
| Motopark               | 9   | Sergio Sette Câmara |           | Volkswagen | Alle   |
| Motopark               | 10  | Niko Kari           | R         | Volkswagen | Alle   |
| Motopark               | 22  | Joel Eriksson       | R         | Volkswagen | Alle   |
| Motopark               | 23  | Zhou Guanyu         | R         | Volkswagen | Alle   |
| HitechGP               | 11  | Nikita Mazepin      | R         | Mercedes   | Alle   |
| HitechGP               | 12  | George Russell      |           | Mercedes   | Alle   |
| HitechGP               | 24  | Ben Barnicoat       | R         | Mercedes   | Alle   |
| HitechGP               | 25  | Alexander Sims      |           | Mercedes   | 10     |
| ThreeBond with T-Sport | 14  | Andy Chang          |           | NBE        | 9-10   |
| ThreeBond with T-Sport | 14  | Arjun Maini         |           | NBE        | 2-4    |
| ThreeBond with T-Sport | 15  | Arjun Maini         | ThreeBond | 1          |        |
| ThreeBond with T-Sport | 15  | Ukyo Sasahara       | ThreeBond | R          | 7, 9   |

| Letter | Klasse     |
| ------ | ---------- |
| R      | Rookie Cup |

- Coureurs in het rood komen niet in aanmerking voor punten in het kampioenschap.

### Rijders veranderingen
Van team veranderd
- Andy Chang: Fortec Motorsports → ThreeBond with T-Sport
- Maximilian Günther: kfzteile24 Mücke Motorsport/Prema Powerteam → Prema Powerteam
- Raoul Hyman: Team West-Tec F3 → Carlin
- Callum Ilott: Carlin → Van Amersfoort Racing
- Zhi Cong Li: Fortec Motorsports → Carlin
- Alessio Lorandi: Van Amersfoort Racing → Carlin
- Arjun Maini: Van Amersfoort Racing → ThreeBond with T-Sport
- George Russell: Carlin → HitechGP

Nieuw/teruggekeerd in Europees F3
- Ralf Aron: Italiaanse Formule 4-kampioenschap (Prema Powerteam) → Prema Powerteam
- Ben Barnicoat: Eurocup Formule Renault 2.0 (Fortec Motorsports) → HitechGP
- David Beckmann: ADAC Formule 4-kampioenschap (ADAC Berlin-Brandenburg e.V.) → Mücke Motorsport
- Joel Eriksson: ADAC Formule 4-kampioenschap (Motopark) → Motopark
- Anthoine Hubert: Eurocup Formule Renault 2.0 (Tech 1 Racing) → Van Amersfoort Racing
- Niko Kari: SMP Formule 4-kampioenschap (Koiranen) → Motopark
- Nikita Mazepin: Formule Renault 2.0 NEC (Josef Kaufmann Racing) → HitechGP
- Harrison Newey: ADAC Formule 4-kampioenschap (Van Amersfoort Racing) → Van Amersfoort Racing
- Pedro Piquet: Braziliaanse Formule 3-kampioenschap (Cesário F3) → Van Amersfoort Racing
- Zhou Guanyu: Italiaanse Formule 4-kampioenschap (Prema Powerteam) → Motopark

Uit de Europees F3
- Alexander Albon: Signature → GP3 Series (ART Grand Prix)
- Nicolas Beer: EuroInternational → ?
- Michele Beretta: kfzteile24 Mücke Motorsport → Blancpain GT Series (?)
- Dorian Boccolacci: Signature → Eurocup Formule Renault 2.0 (Tech 1 Racing)
- Tatiana Calderón: Carlin → GP3 Series (Arden International)
- Hongwei Cao: Fortec Motorsports → ?
- Jake Dennis: Prema Powerteam → GP3 Series (Arden International)
- Marvin Dienst: ArtLine Engineering → ?
- Santino Ferrucci: kfzteile24 Mücke Motorsport → GP3 Series (DAMS)
- Pietro Fittipaldi: Fortec Motorsports → Formule V8 3.5 (Fortec Motorsports)
- Antonio Giovinazzi: Jagonya Ayam with Carlin → GP2 Series (Prema Racing)
- Artur Janosz: EuroInternational → GP3 Series (Trident)
- Nabil Jeffri: Motopark → GP2 Series (Arden International)
- Charles Leclerc: Van Amersfoort Racing → GP3 Series (ART Grand Prix)
- Matheus Leist: Double R Racing → BRDC Britse Formule 3-kampioenschap (Double R Racing)
- Kang Ling: kfzteile24 Mücke Motorsport → Euroformula Open (DAV Racing)
- Sam MacLeod: Motopark → ?
- Brandon Maïsano: Prema Powerteam → ?
- Gustav Malja: EuroInternational → GP2 Series (Rapax)
- Gustavo Menezes: Jagonya Ayam with Carlin → FIA World Endurance Championship (Signatech Alpine)
- Julio Moreno: ThreeBond with T-Sport → Euroformula Open (Campos Racing)
- Nicolas Pohler: Double R Racing → Blancpain GT Series (?)
- Markus Pommer: Motopark → Blancpain GT Series (Phoenix Racing)
- Mahaveer Raghunathan: Motopark → GP3 Series (Koiranen GP)
- Matt Rao: Fortec Motorsports → FIA World Endurance Championship (Manor)
- Facu Regalia: EuroInternational → 24H Series (MSG Motorsport)
- Felix Rosenqvist: Prema Powerteam → Indy Lights (Belardi Auto Racing)
- Tanart Sathienthirakul: Motopark → Renault Sport Trophy (Team Marc VDS EG 0,0)
- Fabian Schiller: Team West-Tec F3 → Renault Sport Trophy (Team Marc VDS EG 0,0)
- Harald Schlegelmilch: ArtLine Engineering → ?
- Félix Serrallés: kfzteile24 Mücke Motorsport → Indy Lights (Carlin)
- Matt Solomon: Double R Racing → Australische GT-kampioenschap (Eggleston Motorsport)

## Races
- Op 2 december 2015 werd de Europees F3-kalender van 2016 bekend.

| Ronde | Ronde | Circuit                       | Datum        | Pole Position      | Snelste ronde       | Winnend coureur    | Winnend team          | Winnaar rookies |
| ----- | ----- | ----------------------------- | ------------ | ------------------ | ------------------- | ------------------ | --------------------- | --------------- |
| 1     | R1    | Circuit Paul Ricard           | 2 april      | Lance Stroll       | Lance Stroll        | Lance Stroll       | Prema Powerteam       | Ben Barnicoat   |
| 1     | R2    | Circuit Paul Ricard           | 2 april      | Maximilian Günther | Nick Cassidy        | Callum Ilott       | Van Amersfoort Racing | Zhou Guanyu     |
| 1     | R3    | Circuit Paul Ricard           | 3 april      | Maximilian Günther | Joel Eriksson       | Maximilian Günther | Prema Powerteam       | Joel Eriksson   |
| 2     | R4    | Hungaroring                   | 23 april     | Maximilian Günther | Joel Eriksson       | Ralf Aron          | Prema Powerteam       | Ralf Aron       |
| 2     | R5    | Hungaroring                   | 23 april     | Maximilian Günther | Maximilian Günther  | Maximilian Günther | Prema Powerteam       | Ralf Aron       |
| 2     | R6    | Hungaroring                   | 24 april     | Maximilian Günther | Lance Stroll        | Ben Barnicoat      | HitechGP              | Ben Barnicoat   |
| 3     | R7    | Circuit de Pau-Ville          | 14 mei       | Lance Stroll       | Callum Ilott        | Ben Barnicoat      | HitechGP              | Ben Barnicoat   |
| 3     | R8    | Circuit de Pau-Ville          | 14 mei       | George Russell     | George Russell      | George Russell     | HitechGP              | Ben Barnicoat   |
| 3     | R9    | Circuit de Pau-Ville          | 15 mei       | Alessio Lorandi    | Anthoine Hubert     | Alessio Lorandi    | Carlin                | Joel Eriksson   |
| 4     | R10   | Red Bull Ring                 | 21 mei       | Callum Ilott       | Callum Ilott        | Callum Ilott       | Van Amersfoort Racing | David Beckmann  |
| 4     | R11   | Red Bull Ring                 | 21 mei       | Lance Stroll       | Sergio Sette Câmara | Lance Stroll       | Prema Powerteam       | Niko Kari       |
| 4     | R12   | Red Bull Ring                 | 22 mei       | Lance Stroll       | Lance Stroll        | Lance Stroll       | Prema Powerteam       | Ben Barnicoat   |
| 5     | R13   | Norisring                     | 25 juni      | Lance Stroll       | Callum Ilott        | Lance Stroll       | Prema Powerteam       | Niko Kari       |
| 5     | R14   | Norisring                     | 25 juni      | Anthoine Hubert    | Lance Stroll        | Anthoine Hubert    | Van Amersfoort Racing | Anthoine Hubert |
| 5     | R15   | Norisring                     | 26 juni      | Lance Stroll       | Alessio Lorandi     | Lance Stroll       | Prema Powerteam       | Anthoine Hubert |
| 6     | R16   | Circuit Park Zandvoort        | 16 juli      | Nick Cassidy       | Lance Stroll        | Lance Stroll       | Prema Powerteam       | Niko Kari       |
| 6     | R17   | Circuit Park Zandvoort        | 16 juli      | Callum Ilott       | Maximilian Günther  | Nick Cassidy       | Prema Powerteam       | Anthoine Hubert |
| 6     | R18   | Circuit Park Zandvoort        | 17 juli      | Maximilian Günther | Lance Stroll        | Maximilian Günther | Prema Powerteam       | David Beckmann  |
| 7     | R19   | Spa-Francorchamps             | 29 juli      | Lance Stroll       | Lance Stroll        | Lance Stroll       | Prema Powerteam       | Ben Barnicoat   |
| 7     | R20   | Spa-Francorchamps             | 29 juli      | George Russell     | George Russell      | George Russell     | HitechGP              | Joel Eriksson   |
| 7     | R21   | Spa-Francorchamps             | 30 juli      | George Russell     | George Russell      | Joel Eriksson      | Motopark              | Joel Eriksson   |
| 8     | R22   | Nürburgring                   | 10 september | Lance Stroll       | Lance Stroll        | Lance Stroll       | Prema Powerteam       | Ralf Aron       |
| 8     | R23   | Nürburgring                   | 10 september | Lance Stroll       | Maximilian Günther  | Lance Stroll       | Prema Powerteam       | Joel Eriksson   |
| 8     | R24   | Nürburgring                   | 11 september | Maximilian Günther | Maximilian Günther  | Maximilian Günther | Prema Powerteam       | Niko Kari       |
| 9     | R25   | Autodromo Enzo e Dino Ferrari | 1 oktober    | Lance Stroll       | Lance Stroll        | Niko Kari          | Motopark              | Niko Kari       |
| 9     | R26   | Autodromo Enzo e Dino Ferrari | 2 oktober    | Lance Stroll       | Lance Stroll        | Lance Stroll       | Prema Powerteam       | Joel Eriksson   |
| 9     | R27   | Autodromo Enzo e Dino Ferrari | 2 oktober    | Lance Stroll       | Lance Stroll        | Lance Stroll       | Prema Powerteam       | Ralf Aron       |
| 10    | R28   | Hockenheimring                | 15 oktober   | Lance Stroll       | Lance Stroll        | Lance Stroll       | Prema Powerteam       | Ralf Aron       |
| 10    | R29   | Hockenheimring                | 15 oktober   | Lance Stroll       | David Beckmann      | Lance Stroll       | Prema Powerteam       | Joel Eriksson   |
| 10    | R30   | Hockenheimring                | 16 oktober   | Joel Eriksson      | Lance Stroll        | Lance Stroll       | Prema Powerteam       | Joel Eriksson   |

## Kampioenschap

### Coureurs
| Pos                                                             | Coureur             | LEC | LEC | LEC | HUN | HUN | HUN | PAU | PAU | PAU | RBR | RBR | RBR | NOR | NOR | NOR | ZAN | ZAN | ZAN | SPA | SPA | SPA | NÜR | NÜR | NÜR | IMO | IMO | IMO | HOC | HOC | HOC | Pts |
| --------------------------------------------------------------- | ------------------- | --- | --- | --- | --- | --- | --- | --- | --- | --- | --- | --- | --- | --- | --- | --- | --- | --- | --- | --- | --- | --- | --- | --- | --- | --- | --- | --- | --- | --- | --- | --- |
| 1                                                               | Lance Stroll        | 1   | DNF | 5   | 4   | 8   | 3   | 9   | 4   | 2   | 2   | 1   | 1   | 1   | 2   | 1   | 1   | DNF | DNF | 1   | 19  | 4   | 1   | 1   | 2   | 2   | 1   | 1   | 1   | 1   | 1   | 507 |
| 2                                                               | Maximilian Günther  | 5   | DNF | 1   | 5   | 1   | DNF | 3   | 14  | 13  | 3   | 6   | 3   | DNF | 3   | 5   | 4   | 2   | 1   | 2   | 7   | 6   | 2   | 2   | 1   | 12  | DNF | 12  | 2   | 8   | 9   | 322 |
| 3                                                               | George Russell      | 3   | 11  | 18  | DNF | 4   | DNF | 4   | 1   | 3   | 4   | 2   | DNF | 3   | 9   | DNF | 7   | 9   | 5   | 5   | 1   | 3   | 3   | DNF | 7   | 4   | 3   | 2   | 7   | 6   | DNF | 274 |
| 4                                                               | Nick Cassidy        | 2   | 2   | 2   | DNF | 16  | 9   | 2   | 16  | DNF | 6   | DNF | 10  | 6   | 4   | 6   | 2   | 1   | 2   | 4   | 17  | 5   | 4   | DNF | 5   | 10  | 7   | 8   | 3   | DNF | 4   | 254 |
| 5                                                               | Joel Eriksson       | 6   | 9   | 3   | 3   | DNF | 2   | 14  | 9   | 6   | 17  | 14  | 6   | DNF | 5   | DNF | 12  | 10  | 7   | 14  | 2   | 1   | 7   | 3   | 6   | 3   | 2   | 5   | 6   | 2   | 2   | 252 |
| 6                                                               | Callum Ilott        | 10  | 1   | 12  | DNF | 9   | 6   | 5   | 3   | 4   | 1   | 4   | 2   | DNF | 7   | 7   | 5   | 3   | 6   | 16  | 5   | DNF | 5   | 7   | 4   | 15  | DNF | 3   | DNF | DSQ | DNF | 226 |
| 7                                                               | Ralf Aron           | 7   | DNF | 7   | 1   | 2   | DNS | 13  | 6   | 15  | 9   | 12  | 9   | 4   | 10  | 9   | 14  | 6   | 8   | 8   | 14  | 13  | 6   | 4   | 14  | 7   | 4   | 4   | 4   | 5   | 8   | 176 |
| 8                                                               | Anthoine Hubert     | 17  | 8   | 6   | DNF | 13  | 14  | 12  | 7   | 12  | 12  | 10  | 16  | 8   | 1   | 2   | 9   | 4   | 10  | DNF | 4   | 2   | 10  | 5   | 9   | 5   | 6   | 6   | 10  | 7   | 10  | 160 |
| 9                                                               | Ben Barnicoat       | 4   | DNF | 11  | 9   | 10  | 1   | 1   | 5   | 11  | 10  | 15  | 5   | 5   | DNF | DSQ | 18  | 8   | 9   | 3   | 11  | 20  | 9   | DNF | 10  | 8   | DNF | 13  | 18  | 9   | 7   | 134 |
| 10                                                              | Niko Kari           | 8   | 16  | 15  | 2   | DNF | 8   | 19  | 11  | 8   | 20  | 3   | 8   | 2   | 12  | DNF | 6   | 11  | 11  | 11  | 10  | 7   | 8   | 10  | 3   | 1   | 9   | DNF | 14  | 12  | 13  | 129 |
| 11                                                              | Sergio Sette Câmara | 16  | 5   | 19  | 7   | 5   | 5   | 8   | 2   | DNF | 13  | 8   | 4   | DNF | DNF | 3   | 11  | 17  | 15  | 15  | DNF | 15  | 11  | 8   | 8   | DNF | 15  | 11  | 5   | 14  | 6   | 117 |
| 12                                                              | Mikkel Jensen       | 13  | 4   | 4   | 10  | 7   | 11  | 6   | 8   | 5   | 5   | 5   | DNF | 7   | 8   | DNF | 15  | 13  | 12  | DNF | 3   | 9   | 15  | 13  | 17  | 11  | 10  | 7   | DNF | 15  | DNS | 107 |
| 13                                                              | Zhou Guanyu         | 14  | 3   | 8   | 8   | 3   | 4   | 11  | DNF | DNF | 14  | 11  | 7   | DNF | 6   | 4   | 16  | 18  | 16  | 17  | 8   | 11  | 12  | 12  | 12  | 6   | 5   | 10  | 11  | 13  | 11  | 101 |
| 14                                                              | Alessio Lorandi     | 12  | 6   | 9   | 6   | 6   | 12  | 10  | 15  | 1   | 11  | 9   | 17  | 12  | DNF | 8   | 3   | 5   | 4   | 10  | 13  | 17  |     |     |     |     |     |     |     |     |     | 96  |
| 15                                                              | David Beckmann      |     |     |     |     |     |     | 17  | DNF | DNF | 7   | 7   | 12  | 10  | 13  | DNF | 10  | 7   | 3   | 7   | 16  | 10  | 13  | 6   | 13  | DNF | DNF | 9   | 12  | 3   | 18  | 67  |
| 16                                                              | Jake Hughes         |     |     |     |     |     |     |     |     |     |     |     |     |     |     |     |     |     |     |     |     |     |     |     |     |     |     |     | 19  | 4   | 3   | 27  |
| 17                                                              | Ryan Tveter         | 15  | 7   | DNF | 11  | 11  | DNS | 7   | DNF | 7   | DNF | DNS | DNS | 13  | DNF | 13  | 8   | 14  | 14  | 9   | 9   | 16  |     |     |     |     |     |     |     |     |     | 25  |
| 18                                                              | Harrison Newey      | 9   | DNF | 14  | 12  | 12  | 10  | 15  | DNF | 14  | 8   | 16  | 11  | DNF | DNF | 10  | 19  | 12  | 18  | 6   | 12  | 12  | 14  | 11  | 11  | 9   | 8   | DNF | 15  | 18  | 12  | 22  |
| 19                                                              | Pedro Piquet        | 11  | 14  | DNF | 13  | 14  | 7   | 20  | DNF | 10  | 19  | DNF | 13  | 9   | DNF | DNF | 13  | 16  | 13  | 18  | 6   | 14  | 17  | 9   | 15  | DNF | 12  | 14  | 16  | 17  | 15  | 17  |
| 20                                                              | Nikita Mazepin      | 19  | 12  | 10  | EX  | DNF | 13  | 16  | 13  | DNF | 15  | 17  | 14  | 11  | 11  | 11  | 17  | 15  | 17  | 12  | DNF | 8   | 16  | 14  | 16  | 13  | 11  | 15  | 8   | 10  | DNF | 10  |
| 21                                                              | Arjun Maini         | DNF | 13  | 16  | 14  | 15  | 15  | 18  | 10  | 9   | DNF | DNF | 18  |     |     |     |     |     |     |     |     |     |     |     |     |     |     |     |     |     |     | 3   |
| 22                                                              | Raoul Hyman         | 18  | 10  | 13  |     |     |     |     |     |     |     |     |     |     |     |     |     |     |     |     |     |     |     |     |     |     |     |     |     |     |     | 1   |
| 23                                                              | Zhi Cong Li         | 20  | 15  | 17  | 15  | DNF | 16  | DNF | 12  | DNF | DNF | DNS | DNS |     |     |     |     |     |     |     |     |     |     |     |     |     |     |     |     |     |     | 0   |
| 24                                                              | William Buller      |     |     |     |     |     |     |     |     |     |     |     |     | DNF | DNF | 12  |     |     |     |     |     |     |     |     |     |     |     |     |     |     |     | 0   |
| 25                                                              | Ukyo Sasahara       |     |     |     |     |     |     |     |     |     |     |     |     |     |     |     |     |     |     | 13  | 18  | 19  |     |     |     | DNF | 13  | DNF |     |     |     | 0   |
| 26                                                              | Weiron Tan          |     |     |     |     |     |     |     |     |     | DNF | 13  | 15  |     |     |     | 20  | 19  | DNF | DNF | 15  | 18  |     |     |     |     |     |     |     |     |     | 0   |
| 27                                                              | Andy Chang          |     |     |     |     |     |     |     |     |     |     |     |     |     |     |     |     |     |     |     |     |     |     |     |     | 14  | 14  | 16  | 17  | 19  | 17  | 0   |
| Coureurs die niet in aanmerking komen voor kampioenschapspunten |                     |     |     |     |     |     |     |     |     |     |     |     |     |     |     |     |     |     |     |     |     |     |     |     |     |     |     |     |     |     |     |     |
| -                                                               | Alexander Sims      |     |     |     |     |     |     |     |     |     |     |     |     |     |     |     |     |     |     |     |     |     |     |     |     |     |     |     | 9   | 11  | 5   | 0   |
| -                                                               | Daniel Ticktum      |     |     |     |     |     |     |     |     |     |     |     |     |     |     |     |     |     |     |     |     |     |     |     |     |     |     |     | 13  | 20  | 14  | 0   |
| -                                                               | Lando Norris        |     |     |     |     |     |     |     |     |     |     |     |     |     |     |     |     |     |     |     |     |     |     |     |     |     |     |     | DNF | 16  | 16  | 0   |
| Pos                                                             | Coureur             | LEC | LEC | LEC | HUN | HUN | HUN | PAU | PAU | PAU | RBR | RBR | RBR | NOR | NOR | NOR | ZAN | ZAN | ZAN | SPA | SPA | SPA | NÜR | NÜR | NÜR | IMO | IMO | IMO | HOC | HOC | HOC | Pts |

### Rookies
| Pos                                                             | Coureur         | LEC | LEC | LEC | HUN | HUN | HUN | PAU | PAU | PAU | RBR | RBR | RBR | NOR | NOR | NOR | ZAN | ZAN | ZAN | SPA | SPA | SPA | NÜR | NÜR | NÜR | IMO | IMO | IMO | HOC | HOC | HOC | Pts |
| --------------------------------------------------------------- | --------------- | --- | --- | --- | --- | --- | --- | --- | --- | --- | --- | --- | --- | --- | --- | --- | --- | --- | --- | --- | --- | --- | --- | --- | --- | --- | --- | --- | --- | --- | --- | --- |
| 1                                                               | Joel Eriksson   | 6   | 9   | 3   | 3   | DNF | 2   | 14  | 9   | 6   | 17  | 14  | 6   | DNF | 5   | DNF | 12  | 10  | 7   | 14  | 2   | 1   | 7   | 3   | 6   | 3   | 2   | 5   | 6   | 2   | 2   | 470 |
| 2                                                               | Ralf Aron       | 7   | DNF | 7   | 1   | 2   | DNS | 13  | 6   | 15  | 9   | 12  | 9   | 4   | 10  | 9   | 14  | 6   | 8   | 8   | 14  | 13  | 6   | 4   | 14  | 7   | 4   | 4   | 4   | 5   | 8   | 418 |
| 3                                                               | Anthoine Hubert | 17  | 8   | 6   | DNF | 13  | 14  | 12  | 7   | 12  | 12  | 10  | 16  | 8   | 1   | 2   | 9   | 4   | 10  | DNF | 4   | 2   | 10  | 5   | 9   | 5   | 6   | 6   | 10  | 7   | 10  | 392 |
| 4                                                               | Ben Barnicoat   | 4   | DNF | 11  | 9   | 10  | 1   | 1   | 5   | 11  | 10  | 15  | 4   | 5   | DNF | DSQ | 18  | 8   | 9   | 3   | 11  | 20  | 9   | DNF | 10  | 8   | DNF | 13  | 18  | 9   | 7   | 340 |
| 5                                                               | Niko Kari       | 8   | 16  | 15  | 2   | DNF | 8   | 19  | 11  | 8   | 20  | 3   | 8   | 2   | 12  | DNF | 6   | 11  | 11  | 11  | 10  | 7   | 8   | 10  | 3   | 1   | 9   | DNF | 14  | 12  | 13  | 337 |
| 6                                                               | Zhou Guanyu     | 14  | 3   | 8   | 8   | 3   | 4   | 11  | DNF | DNF | 14  | 11  | 7   | DNF | 6   | 4   | 16  | 18  | 16  | 17  | 8   | 11  | 12  | 12  | 12  | 6   | 5   | 10  | 11  | 13  | 11  | 302 |
| 7                                                               | David Beckmann  |     |     |     |     |     |     | 17  | DNF | DNF | 7   | 7   | 12  | 10  | 13  | DNF | 10  | 7   | 3   | 7   | 17  | 10  | 13  | 6   | 13  | DNF | DNF | 9   | 12  | 3   | 18  | 219 |
| 8                                                               | Harrison Newey  | 9   | DNF | 14  | 12  | 12  | 10  | 15  | DNF | 14  | 8   | 16  | 11  | DNF | DNF | 10  | 19  | 12  | 18  | 6   | 12  | 12  | 14  | 11  | 11  | 9   | 8   | DNF | 15  | 18  | 12  | 200 |
| 9                                                               | Nikita Mazepin  | 19  | 12  | 10  | EX  | DNF | 13  | 16  | 13  | DNF | 15  | 17  | 14  | 11  | 11  | 11  | 17  | 15  | 17  | 12  | DNF | 8   | 16  | 14  | 16  | 13  | 11  | 15  | 8   | 10  | DNF | 171 |
| 10                                                              | Ukyo Sasahara   |     |     |     |     |     |     |     |     |     |     |     |     |     |     |     |     |     |     | 13  | 18  | 19  |     |     |     | DNF | 13  | DNF |     |     |     | 12  |
| Coureurs die niet in aanmerking komen voor kampioenschapspunten |                 |     |     |     |     |     |     |     |     |     |     |     |     |     |     |     |     |     |     |     |     |     |     |     |     |     |     |     |     |     |     |     |
| -                                                               | Daniel Ticktum  |     |     |     |     |     |     |     |     |     |     |     |     |     |     |     |     |     |     |     |     |     |     |     |     |     |     |     | 13  | 20  | 14  | 0   |
| -                                                               | Lando Norris    |     |     |     |     |     |     |     |     |     |     |     |     |     |     |     |     |     |     |     |     |     |     |     |     |     |     |     | DNF | 16  | 16  | 0   |
| Pos                                                             | Coureur         | LEC | LEC | LEC | HUN | HUN | HUN | PAU | PAU | PAU | RBR | RBR | RBR | NOR | NOR | NOR | ZAN | ZAN | ZAN | SPA | SPA | SPA | NÜR | NÜR | NÜR | IMO | IMO | IMO | HOC | HOC | HOC | Pts |